# Нове Ґуміно
Нове Ґуміно (пол. Nowe Gumino) — село в Польщі, у гміні Дзежонжня Плонського повіту Мазовецького воєводства.
Населення — 218 осіб (2011).
У 1975-1998 роках село належало до Цехановського воєводства.

## Демографія
Демографічна структура станом на 31 березня 2011 року:
|          | Загалом | Допрацездатний вік | Працездатний вік | Постпрацездатний вік |
| -------- | ------- | ------------------ | ---------------- | -------------------- |
| Чоловіки | 106     | 26                 | 61               | 19                   |
| Жінки    | 112     | 22                 | 59               | 31                   |
| Разом    | 218     | 48                 | 120              | 50                   |